# 中臣逸志
中臣 逸志（なかとみ の いちし）は、平安時代初期から前期にかけての貴族。名は壱志とも記される。中臣氏三門、伊賀守・中臣益継の子。官位は従四位上・神祇伯。

## 経歴
平安京の左京出身。承和3年（836年）内蔵少允に任ぜられると、同大允・助と内蔵寮官人を歴任し、承和15年（848年）内蔵頭に至る。この間の承和11年（844年）従五位下に叙爵している。
嘉承2年（849年）神祇権少副、嘉承3年（850年）神祇大副、貞観2年（860年）神祇伯と、仁明朝末以降は内蔵頭に神祇省官人も兼ね、各地の神社へしばしば派遣されている。また、この間に仁寿元年（851年）従五位上、貞観元年（859年）正五位下、貞観5年（863年）従四位下、貞観9年（867年）従四位上と清和朝において順調に昇進した。
貞観9年（867年）1月24日卒去。享年74。最終官位は従四位上行神祇伯。

## 官歴
注記のないものは『六国史』による。
- 承和3年（836年） 日付不詳：内蔵少允
- 時期不詳：正六位上。内蔵大允。内蔵助
- 承和11年（844年） 正月7日：従五位下
- 承和12年（845年） 日付不詳：解官（母服喪）
- 承和15年（848年） 2月14日：内蔵頭
- 嘉承2年（849年） 9月1日：兼神祇権少副
- 嘉承3年（850年） 5月17日：兼神祇大副
- 仁寿元年（851年） 11月26日：従五位上
- 貞観元年（859年） 11月19日：正五位下
- 貞観2年（860年） 11月27日：神祇伯
- 貞観5年（863年） 正月7日：従四位下
- 貞観9年（867年） 正月7日：従四位上。正月24日：卒去（従四位上行神祇伯）

## 系譜
「中臣氏系図」（『群書類従』巻第62所収）による。
- 父：中臣益継
- 母：不詳
- 生母不明の子女
  - 長男：大中臣伊度人
  - 次男：中臣安人
  - 三男：中臣起生